# IJsland op de Olympische Winterspelen 1960
Tijdens de Olympische Winterspelen van 1960, die in Squaw Valley (Verenigde Staten) werden gehouden, nam IJsland voor de vierde keer deel.

## Deelnemers en resultaten
Achter de namen staat tussen haakjes bij meervoudige deelname het aantal deelnames.

### Alpineskiën
| Olympiër                | Discipline       | Resultaat | Prestatie                    |
| ----------------------- | ---------------- | --------- | ---------------------------- |
| Kristinn Benediktsson   | afdaling (m)     | 36e       | 2.26,0 (+20,0)               |
| Kristinn Benediktsson   | reuzenslalom (m) | 34e       | 2.06,1 (+17,8)               |
| Kristinn Benediktsson   | slalom (m)       | 23e       | 2.37,1 (+28,2) 1.24,1+1.13,0 |
| Eysteinn Thórðarson (2) | afdaling (m)     | 37e       | 2.26,2 (+20,2)               |
| Eysteinn Thórðarson (2) | reuzenslalom (m) | 27e       | 1.59,1 (+10,8)               |
| Eysteinn Thórðarson (2) | slalom (m)       | 17e       | 2.24,9 (+16,0) 1.17,0+1.07,9 |
| Jóhann Vilbergsson      | afdaling (m)     | 33e       | 2.24,6 (+18,6)               |
| Jóhann Vilbergsson      | reuzenslalom (m) | dq        | diskwalificatie              |
| Jóhann Vilbergsson      | slalom (m)       | dq        | diskwalificatie              |

### Schansspringen
| Olympiër                | Discipline | Resultaat | Prestatie                  |
| ----------------------- | ---------- | --------- | -------------------------- |
| Skarphéðinn Guðmundsson | mannen     | 43e       | 155,7 punten (64,0+64,0 m) |

Argentinië · Australië · Bulgarije · Canada · Chili · Denemarken · Duits eenheidsteam · Finland · Frankrijk · Groot-Brittannië · Hongarije · IJsland · Italië · Japan · Libanon · Liechtenstein · Nederland · Nieuw-Zeeland · Noorwegen · Oostenrijk · Polen · Sovjet-Unie · Spanje · Tsjecho-Slowakije · Turkije · Verenigde Staten · Zuid-Afrika · Zuid-Korea · Zweden · Zwitserland